# شارولز
شارولز نوعی نژاد گوشتی گاو است. نژاد و اصالت این گاو به منطقه شارول فرانسه بازمی‌گردد. گاوهای شارولز دارای عضلات و ماهیچه‌های قدرتمندی هستند. رنگ پوست نژاد شارولز غالباً سفید است.